# Облога Єрусалима (1099)
Облога Єрусалиму — ключова подія Першого хрестового походу. Відбувалася з 7 червня по 15 липня 1099 року, в результаті місто було захоплене військами хрестоносців. Успішний результат облоги привів до завершення Першого хрестового походу і створення в Малій Азії держав хрестоносців.

## Попередні події
До кінця XI століття, в Західній Європі в силу цілої низки причин (насамперед економічного та демографічного характеру) створилися передумови для хрестового походу з метою звільнення Гробу Господнього. 26 листопада 1095 року папа Урбан II на Клермонському соборі закликав вирушити на Схід і звільнити Єрусалим від панування мусульман, обіцяючи учасникам хрестового походу відпущення гріхів, охорону сімей і майна та звільнення від боргів. Ця ідея охопила всі християнські держави Західної Європи. Стихійно організований похід бідноти закінчився повним провалом — практично всі його учасники були знищені сельджуками. Трохи пізніше виступило феодальне військо норманських, французьких і німецьких лицарів. Армія не була єдиним цілим, так як кожен феодал залучав своїх васалів, а воєначальники оспорювали один у одного лідерство.
Навесні 1097 року об'єднане військо переправилося через Босфор і висадилося в Азії, при цьому керівники походу принесли васальну присягу візантійському імператорові Олексію I Комніну на ті землі, які могли бути ними завойовані. Протягом наступних двох років армія повільно просувалася на південь. За допомогою візантійських загонів їм вдалося захопити Нікею, а пізніше розгромити армію румського султана Килич-Арслана I в битві при Дорілеї. Дійшовши до Антіохії, густонаселеного і добре укріпленого міста, хрестоносці обложили його, зіткнувшись з великими труднощами. Похід до Єрусалиму був продовжений лише через півроку після остаточного падіння Антіохії 28 червня 1098 року. За ці кілька місяців армія зазнала серйозних втрат — в серпні в таборі християн почалася епідемія тифу, яка забрала життя декількох тисяч людей, в тому числі папського легата і духовного лідера хрестоносців єпископа Адемара Монтейльського.

### Продовження походу

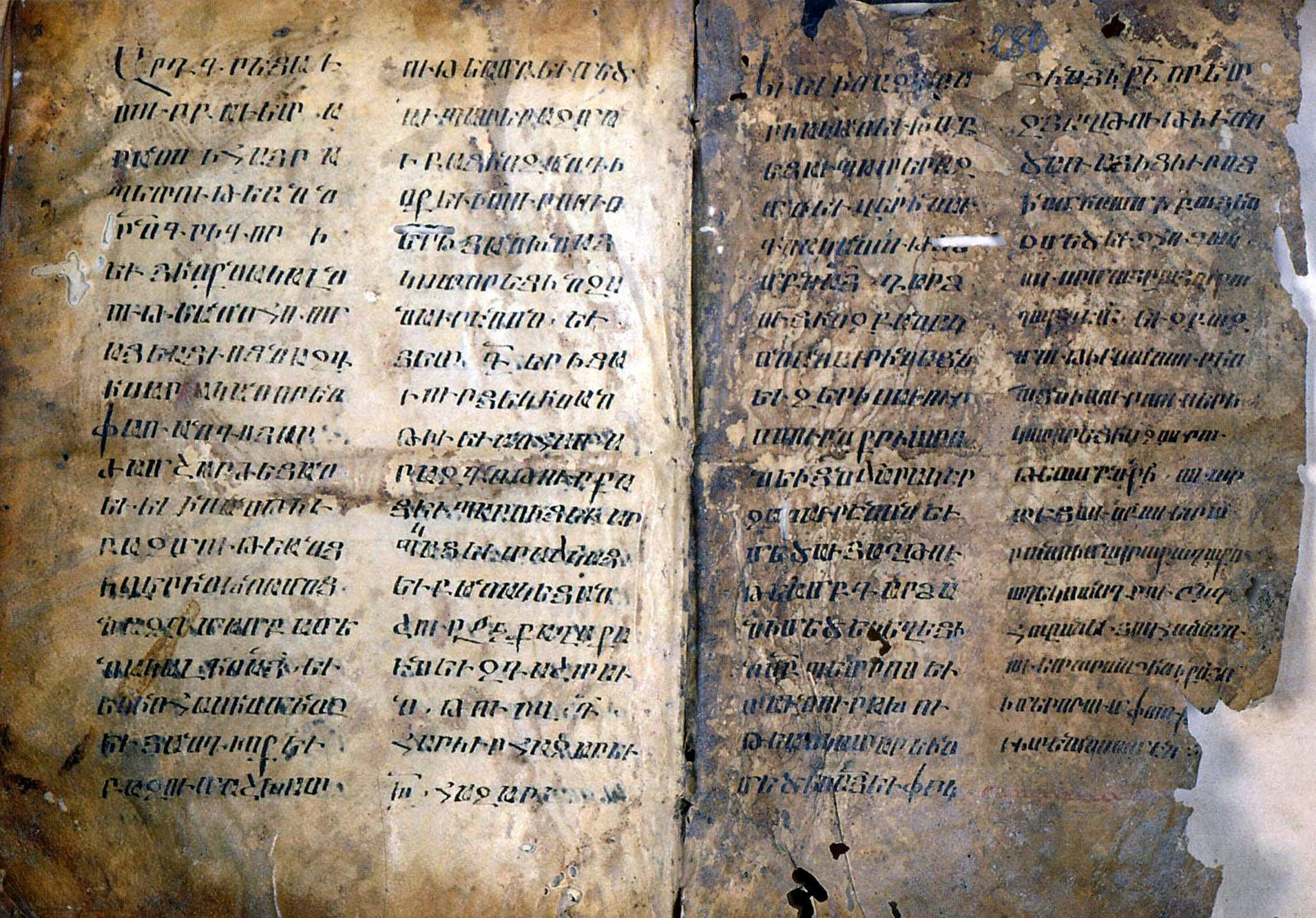
Вірменський колофон 1099 року про взяття Єрусалиму

У стані воєначальників хрестоносців тривали чвари. Провансальський маркграф Раймунд Тулузький, вірний союзу, укладеному з імператором Візантії Олексієм Комніном, довго відмовлявся визнати справедливими зазіхання Боемунда Тарентського на Антіохію, але врешті-решт під тиском соратників йому довелося поступитися. Боемунд був проголошений князем Антіохії, після чого вирішив залишитися правити в новоствореній державі і не продовжувати похід. Балдуїн Булонський, який правив в заснованому ним в 1098 році Едесському графстві, теж не збирався приєднуватися до походу на Єрусалим. На цьому етапі похід закінчили брат французького короля Гуго де Вермандуа і Етьєн, граф Блуаський, які зі своїми військами повернулися на батьківщину.
У листопаді 1098 року граф Раймунд Тулузький і підлеглі йому лицарі Провансу висунулися з Антіохії на південний схід до Маарри і 23 листопада взяли в облогу місто. За наказом Раймунда з вирубаного в околицях лісу були побудовані облогові машини, і в тому числі вежа в чотири яруси, з верхнього майданчика якої хрестоносці метали в обложених камені. Гарнізон Маарри завзято пручався, в свою чергу закидаючи табір християн камінням, стрілами і грецьким вогнем. Незабаром до облоги приєдналася норманська армія Боемунда Тарентського — будучи давнім суперником Раймунда, він не хотів, щоб той взяв Маарру одноосібно, — і 11 грудня 1098 року Маарра, атакована одразу з двох сторін, впала, після чого хрестоносці розграбували місто і майже поголовно винищили його населення. Після захоплення міста між норманами і провансальцями почалися чвари, які доходили до збройних сутичок.
До кінця року прості воїни почали проявляти невдоволення тим, що похід затягується, і погрожували вирушити до своєї головної мети — Єрусалиму — самостійно, не чекаючи, поки приймуть рішення воєначальники. Обурення було настільки велике, що лідери хрестоносців були змушені прислухатися до голосу воїнів, і 13 січня 1099 року продовжити похід на південь, у бік Єрусалиму. Просуваючись узбережжям Середземного моря, армія християн практично не зустрічала опору (постачання провіантом здійснював пізанський флот). Чергова затримка сталася у Триполі, який був обложений Раймундом Тулузький. Облога тривала більше ніж півроку і була припинена на вимогу більшості війська. Далі, щоб не втрачати часу, хрестоносці обходили стороною Тир, Акру, Кесар і інші добре укріплені міста. Досягнувши Рамли, воєначальники походу знову розійшлися в думках щодо того, як вчинити далі — напасти на Дамаск або вразити Фатимидів в Каїрі. Однак було прийнято рішення не відступати від наміченої мети і продовжити наступ на Єрусалим.